# ABDA

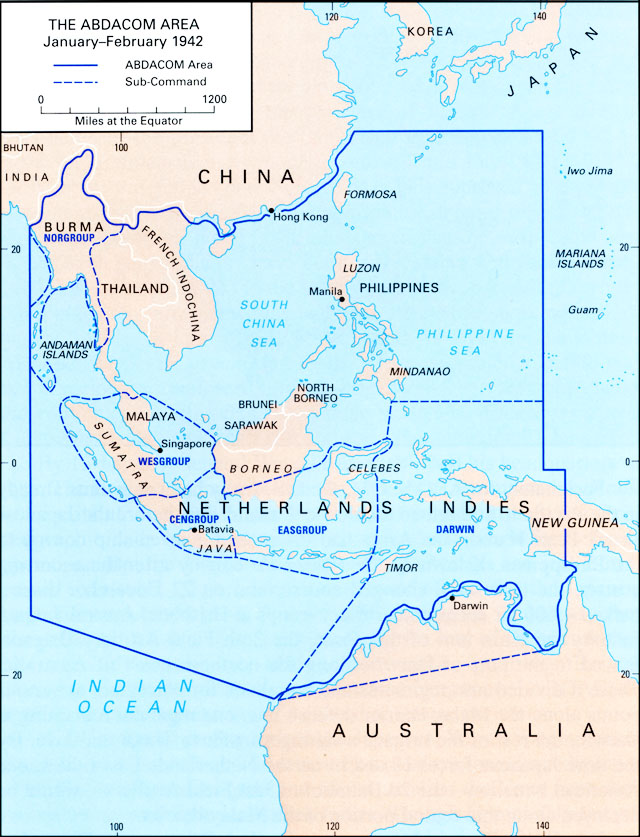
Rejon działania sił ABDA

ABDA (American-British-Dutch-Australian) – wielonarodowe (amerykańsko-brytyjsko-holendersko-australijskie) wspólne dowództwo wojskowe utworzone na początku 1942 roku, wkrótce po wybuchu wojny na Pacyfiku.
Celem wspólnego dowództwa połączonych sił było opóźnienie postępów japońskiej ofensywy w Azji Południowo-Wschodniej. Na skutek jednak braku doświadczenia we wspólnych operacjach, częściowo rozbieżnych celów poszczególnych komponentów narodowych, oraz kilku czynników o charakterze taktyczno-operacyjnym, działania ABDA nie przyniosły oczekiwanych efektów, i po kilku starciach – z największą bitwą na Morzu Jawajskim na czele – ABDA została rozwiązana po upadku Jawy w marcu 1942 roku.

## Geneza
Wobec rosnącego zagrożenia japońską agresją rządy państw zachodnich już na przełomie 1940 i 1941 roku podjęły pierwsze próby skoordynowania obrony swych posiadłości w Azji Południowo-Wschodniej. 7 października 1940 roku kpt. Arthur McCollum, szef azjatyckiej sekcji Office of Naval Intelligence, wystosował memorandum do prezydenta Roosevelta, w którym zaproponował nawiązanie przez USA na obszarze Azji ścisłej współpracy politycznej, gospodarczej i militarnej z Wielką Brytanią oraz Holandią. W jego ocenie kluczową rolę w powstrzymywaniu Japończyków odegrać powinny Holenderskie Indie Wschodnie. Z tego powodu postulował, by wywrzeć nacisk na Holendrów, aby odrzucili japońskie żądania w sprawie zwiększenia sprzedaży ropy naftowej, a także aby połączyli swoją tamtejszą flotę z US Navy.
Kwestia wspólnej obrony tzw. Bariery Malajskiej była omawiana podczas serii konferencji sztabowych, które odbyły się w Singapurze między październikiem 1940 roku a lutym 1941 roku. Początkowo uczestniczyły w nich tylko delegacje brytyjska i australijska, później do rozmów dołączyli Holendrzy. W charakterze obserwatorów obecni byli także przedstawiciele USA. Już podczas wstępnych rozmów stało się jasne, że interesy sojuszników pozostają rozbieżne. Brytyjczycy byli bowiem zainteresowani przede wszystkim uzyskaniem wsparcia Holendrów dla obrony swych posiadłości na Półwyspie Malajskim, nie byli natomiast skłonni aktywnie wspierać obrony Holenderskich Indii Wschodnich.
10–14 stycznia 1941 roku w Batawii toczyły się rozmowy między przedstawicielami US Navy a holenderskiej Koninklijke Marine. Nie podjęto wtedy twardych zobowiązań w sprawie ewentualnej wspólnej walki z Japończykami, niemniej obie strony zapowiedziały wymianę informacji politycznych i militarnych oraz wstępnie uzgodniły, że w przypadku japońskiej agresji umożliwią okrętom partnera korzystanie ze swych baz i ustanowią jeden system komunikacji i łączności.
Pod koniec lutego 1941 roku w Singapurze zawarto porozumienie, na mocy którego Holendrzy zgodzili się, by w przypadku japońskiej agresji skierować 24 samoloty z baz w Holenderskich Indiach Wschodnich do obrony Malajów. W zamian Australijczycy mieli skierować trzy dywizjony lotnicze na wyspy Ambon i Timor, a także zapewnić kontyngenty lądowe celem wzmocnienia obrony tamtejszych lotnisk. Ze względu na obawę przed sprowokowaniem Japończyków, aż do wybuchu wojny władze holenderskie nie wyrażały jednak zgody, by australijskie kontyngenty wylądowały na Ambonie i Timorze.
Kwestie współpracy politycznej i militarnej na obszarze Azji i Pacyfiku były omawiane także podczas brytyjsko-amerykańskiej konferencji sztabowej ABC-1 w Waszyngtonie (27 marca 1941) oraz konferencji brytyjsko-holenderskiej i amerykańsko-brytyjsko-holenderskiej, które odbyły się równolegle między 21 a 27 kwietnia 1942 roku. Podczas tych ostatnich uzgodniono, że priorytetem sojuszników będzie obrona Singapuru i morskich linii komunikacyjnych. Niemniej decyzje o utworzeniu wspólnego alianckiego dowództwa wojskowego zapadły dopiero po japońskim ataku na Pearl Harbor.

## Powstanie ABDA

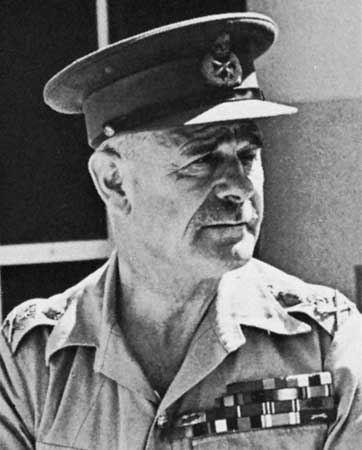
Gen. Archibald Wavell

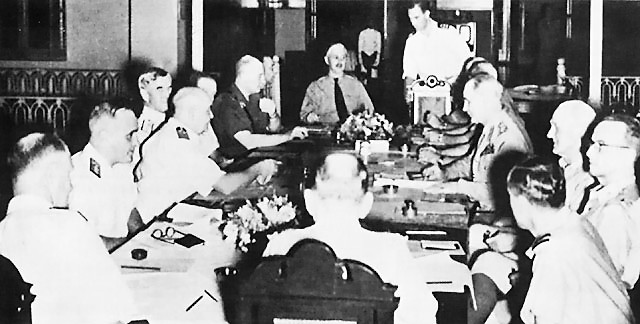
Spotkanie sztabu ABDA w styczniu 1942 roku

25 grudnia 1941 roku, podczas Konferencji Arcadia w Waszyngtonie, szef sztabu US Army gen. George Marshall zaproponował utworzenie „całkowicie połączonego dowództwa wszystkich sił morskich, powietrznych i lądowych aliantów na Pacyfiku”. Aby przekonać do tego pomysłu sceptycznie nastawionych Brytyjczyków, Marshall przeforsował powierzenie ogólnego dowództwa ABDA brytyjskiemu generałowi porucznikowi Archibaldowi Wavellowi.
Formalne utworzenie ABDA nastąpiło 15 stycznia 1942 roku. Jego głównym zadaniem miała być obrona Azji Południowo-Wschodniej, w szczególności zaś obrona przed Japończykami „Bariery Malajskiej” (linii od Malajów przez Holenderskie Indie Wschodnie do Borneo). Wavell, który objął ogólne dowództwo ABDA już 3 stycznia 1942 roku, ustanowił swoją kwaterę (ABDACOM) w Lembang na Jawie. Dowództwo wojsk lądowych (ABDARM) powierzono holenderskiemu generałowi Hein ter Poortenowi, dowództwo komponentu lotniczego (ABDAIR) – marszałkowi lotnictwa RAF Richardowi Peirse, zaś dowódcą sił morskich (ABDAFLOAT) mianowany został dowódca amerykańskiej Floty Azjatyckiej adm. Thomas Hart, którego największym okrętem był ciężki krążownik USS „Houston” (CA-30).
Dowództwu ABDA podporządkowano siły alianckie w Birmie, na Malajach, Holenderskich Indiach Wschodnich, zachodniej Nowej Gwinei oraz na północnym i północno-wschodnim wybrzeżu Australii. Siły pod tym dowództwem składały się ze znaczącej eskadry holenderskiej i amerykańskiej Floty Azjatyckiej. Z uwagi na niechęć Wielkiej Brytanii oraz Stanów Zjednoczonych do zapewnienia większych wzmocnień, od generała Wavella nie oczekiwano jednak nic ponad opóźnianie działań japońskich, podczas gdy zgodnie z ustaloną w trakcie Konferencji Arcadia zasadą Germany First, główny wysiłek Aliantów skupiały na sobie Niemcy w Europie.
W praktyce koordynacja wielonarodowych sił napotkała na szereg problemów. O ile kontyngenty poszczególnych państw pod względem ogólnym podlegały ABDA, o tyle nadal pozostawały pod narodowymi dowództwem i kontrolą administracyjną. Poważnie szwankowała komunikacja, a ABDARM, ABDAIR i ABDAFLOAT, których kwatery w niektórych wypadkach pozostawały od siebie oddalone o kilkaset kilometrów, w zasadzie nie koordynowały swoich działań. Wielonarodowe dowództwo nie miało doświadczenia we współpracy ze sobą; zgodne też co do ogólnego celu, różniło się w szczegółach podejścia do obrony frontu o długości 3700 km. Podczas gdy Stany Zjednoczone największą wagę przywiązywały do obrony swoich posiadłości na Filipinach, Holendrzy – do obrony Indii Wschodnich, Australijczycy do obrony Australii, Brytyjczycy zaś do zabezpieczenia Birmy i Malajów. Ponadto oddana do dyspozycji ABDA flotylla czterech sprzymierzonych państw składała się głównie z przestarzałych już wówczas krążowników i wywodzących się z I wojny światowej niszczycieli. Trwające zaś w tym czasie wyniszczanie przestarzałego alianckiego lotnictwa powodowało, że siły morskie sojuszników walczyć musiały przeważnie bez osłony z powietrza. Adm. Hart zorganizował podległe sobie okręty w Zespół Uderzeniowy (Striking Force) z bazą w Surabai, bezpośrednie dowództwo nad którym powierzył adm. Williamowi Glassfordowi.
| US Navy                        | Royal Navy         | Koninklijke Marine   | Royal Australian Navy |
| USS „Houston” (CA-30) †        | HMS „Exeter” †     | „De Ruyter” †        | HMAS „Perth” †        |
| USS „Marblehead” (CL-12)       | HMS „Dragon”       | „Tromp”              | HMAS „Hobart”         |
| USS „Boise” (CL-47)            | HMS „Danae”        | „Java” †             | HMAS „Adelaide”       |
| USS „Alden” (DD-211)           | HMS „Durban”       | „Zeven Provinciën” † | HMAS „Vampire” †      |
| USS „Barker” (DD-213)          | HMS „Emerald”      | „Evertsen” †         | HMAS „Vendetta”       |
| USS „John D. Edwards” (DD-216) | HMS „Thanet” †     | „Kortenaer” †        |                       |
| USS „Whipple” (DD-217)         | HMS „Tenedos” †    | „Piet Hein” †        |                       |
| USS „Parrott” (DD-218)         | HMS „Electra” †    | „Van Ghent” †        |                       |
| USS „Edsall” (DD-219) †        | HMS „Encounter” †  | „Banckert” †         |                       |
| USS „Bulmer” (DD-222)          | HMS „Express”      | „Van Nes” †          |                       |
| USS „Stewart” (DD-224) †       | HMS „Isis”         | „Witte de With” †    |                       |
| USS „Pope” (DD-225) †          | HMS „Scout”        |                      |                       |
| USS „Peary” (DD-226) †         | HMS „Stronghold” † |                      |                       |
| USS „Pillsbury” (DD-227) †     |                    |                      |                       |
| USS „John D. Ford” (DD-228)    |                    |                      |                       |
| USS „Paul Jones” (DD-230)      |                    |                      |                       |
| USS „Asheville” (PG-21) †      |                    |                      |                       |
| USS „Tulsa” (PG-22)            |                    |                      |                       |
| USS „Holland” (AS-3)           |                    |                      |                       |
| USS „Canopus” (AS-9) †         |                    |                      |                       |
| USS Otus (AS-20)               |                    |                      |                       |
| USS „Langley” (CV-1) †         |                    |                      |                       |
| USS Childs (AVD-1)             |                    |                      |                       |
| USS Heron (AVP-2)              |                    |                      |                       |
| Lanikai                        |                    |                      |                       |
| USS „Pecos” (AO-6) †           |                    |                      |                       |

## Działania połączonych sił
Pierwsze starcie zbrojne ABDA miało miejsce 24 stycznia 1942 roku pod Balikpapanem, gdy cztery stare amerykańskie niszczyciele wiceadmirała Glassforda zatopiły cztery japońskie transportowce i okręt patrolowy w Cieśninie Makasarskiej. Operacja sił ABDA nie opóźniła jednak japońskiego lądowania w Balikpapanie, zaś w połowie lutego, przy stracie kilku własnych niszczycieli i uszkodzeniu działaniami japońskiego lotnictwa krążowników USS „Marblehead” (CL-12) oraz USS „Houston”, ABDA nie była w stanie zapobiec lądowaniu na Bali.

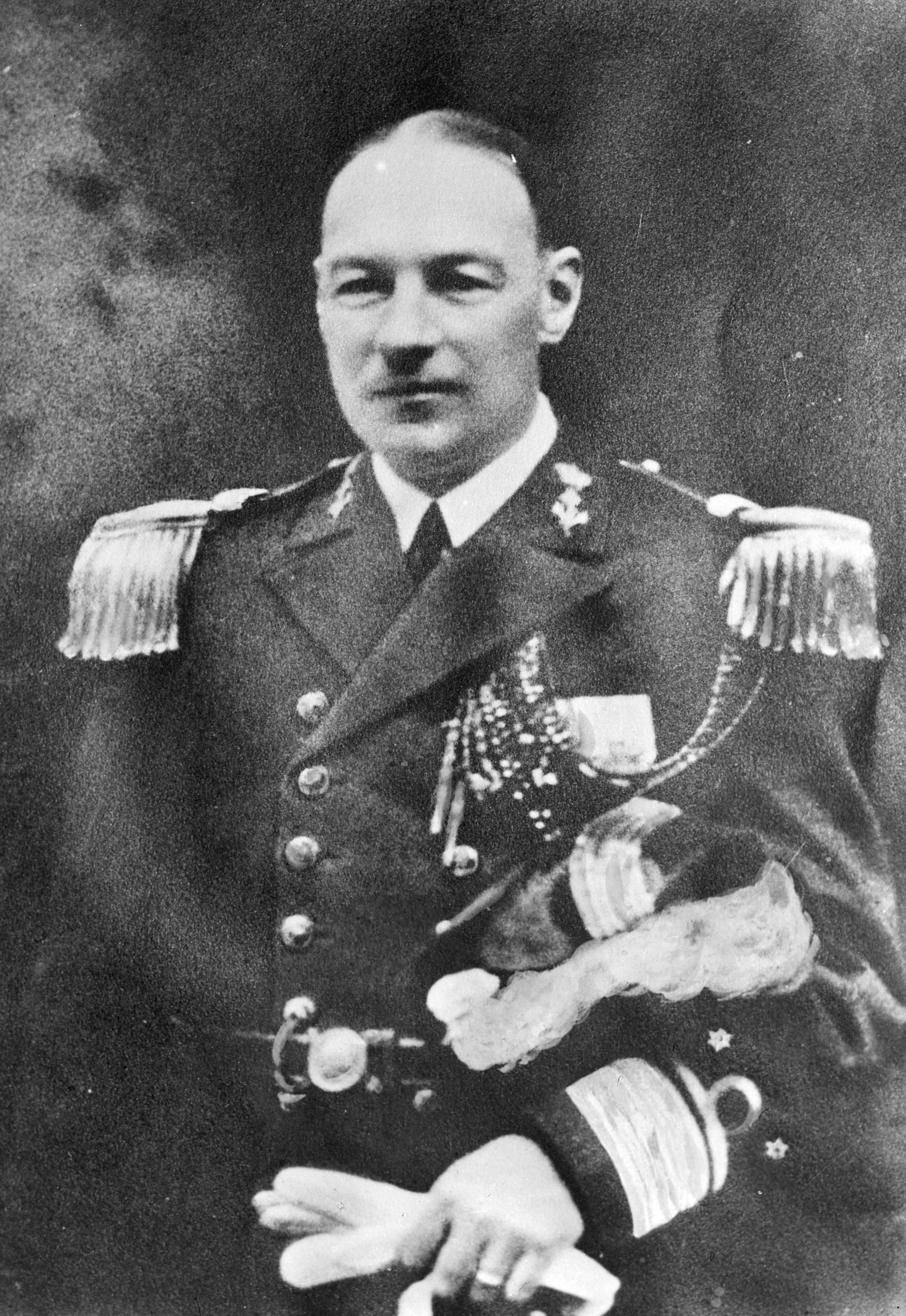
Adm. Karel Doorman, ostatni dowódca Striking Force ABDA

Aliancka flota poniosła następnie porażkę w bitwie w cieśninie Badung, gdy japońskie niszczyciele skutecznie stawiły czoła trzem holenderskim krążownikom oraz kilkunastu mniejszym okrętom holenderskim i amerykańskim. Tego samego dnia samoloty z lotniskowców Kido Butai adm. Chūichi Nagumo zbombardowały Darwin w Australii, a japońskie Mitsubishi A6M „Zero” pojawiły się nad bazą w Surabai, gdzie w wielkiej bitwie powietrznej zestrzeliły 40 samolotów myśliwskich ABDA.

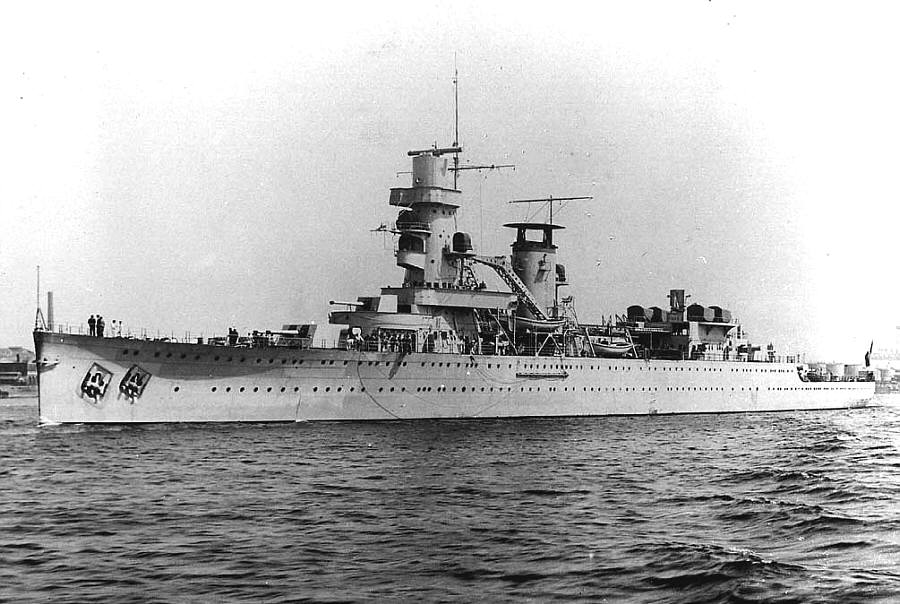
Zatopiony podczas bitwy na Morzu Jawajskim holenderski krążownik „De Ruyter” – okręt flagowy adm. Karela Doormana

Upadek Singapuru 15 lutego 1942 roku pogłębił podziały w dowództwie ABDA. Po bitwie o Singapur gen. Wavell stanął bowiem na stanowisku, że obrona Holenderskich Indii Wschodnich nie ma żadnych szans powodzenia, czym wywołał irytację dowódców holenderskich, podnoszących, że posiadłości holenderskie muszą być bronione za wszelką cenę. Jednocześnie Holendrzy doszukiwali się przyczyn dotychczasowych porażek na morzu w sposobie dowodzenia flotą przez adm. Harta. Mimo że według współczesnych ocen trudno przypisać adm. Hartowi winę za niepowodzenia ABDA, dowódca amerykańskiej Floty Azjatyckiej został – oficjalnie na własną prośbę – odwołany ze stanowiska w ABDA, i zastąpiony przez holenderskiego adm. Conrada Helfricha, dowództwo nad Striking Force otrzymał natomiast holenderski admirał Karel Doorman. Sam zaś gen. Wavell z większością sił powietrznych ABDA wycofał się do Indii, pozostawiając ABDA w faktycznym władaniu dowódców holenderskich.
Wycofanie większości alianckiego lotnictwa do Indii spowodowało, że siły morskie ABDA pozbawione zostały wsparcia z powietrza, gdy tymczasem flota japońska stale poprawiała własne rozpoznanie lotnicze. 27 lutego 1942 roku ABDA usiłowała przechwycić duży japoński konwój w okolicach wyspy Bawean na Morzu Jawajskim, w rezultacie czego doszło do starcia sił morskich o porównywalnej sile, w największej bitwie morskiej od czasów bitwy jutlandzkiej w 1916 roku. Podczas przegranej bitwy na Morzu Jawajskim ABDA straciła dwa krążowniki i cztery niszczyciele, a admirał Doorman poniósł śmierć, większość zaś pozostałych okrętów alianckich została zatopiona po zakończeniu bitwy, gdy usiłowały wydostać się na Ocean Indyjski.
W trakcie działań wojennych prowadzonych na lądzie odnotowywano poważne problemy z koordynacją działań wielonarodowych sił ABDA. Dochodziło do sytuacji, gdy oddziały holenderskie kapitulowały przed Japończykami, nie informując sojuszników o tym fakcie (Ambon) lub zmuszały ich do złożenia broni mimo chęci kontynuowania walki (Jawa).
Tymczasem japońska inwazja na Holenderskie Indie Wschodnie przebiegła bez opóźnień. 1 marca 1942 roku wojska japońskie – przeprowadzając największy dotąd desant morski podczas II wojny światowej – wylądowały na Jawie, rozpoczynając bitwę o Jawę. Dzień później upadła Batavia, w ciągu zaś następnych siedmiu dni siły holenderskie poddały się, a ABDA została rozwiązana.

## Podsumowanie
Jakkolwiek na fiasko idei wspólnych sił pod połączonym dowództwem wpływ miał ich wielonarodowy charakter, z częstymi trudnościami komunikacyjnymi, główną przyczynę niepowodzenia ABDA należy upatrywać w przyjętej defensywnej strategii ABDA, która nie miała szans powodzenia w obronie linii o długości 2000 mil morskich. Przy braku bowiem uzupełnień ponoszonych strat i konsekwentnej japońskiej ofensywie, jedynie bardziej agresywna i kreatywna strategia mogła zakłócić działania japońskie. Nie bez znaczenia w klęsce ABDA była także zdecydowana japońska supremacja w zakresie uzbrojenia torpedowego, bardzo wysoki poziom wyszkolenia sił japońskich w walce nocnej, oraz słabość systemu dowodzenia alianckimi siłami powietrznymi. Ostatecznie także wspólne dowództwo alianckie osłabione było brakiem adekwatnego wsparcia ze strony najwyższych dowództw w Waszyngtonie; ucierpiało także na lekceważeniu zdolności sił japońskich do prowadzenia operacji militarnych na dużą skalę. W rezultacie, siły ABDA miały niski priorytet w Waszyngtonie i Londynie, w związku z czym były nieprzygotowane ani do zatrzymania, ani nawet do opóźnienia ofensywy japońskiej.